# Gándara (Zas)
Gándara (llamada oficialmente Santa María de Gándara) es una parroquia y una aldea española del municipio de Zas, en la provincia de La Coruña, Galicia.

## Entidades de población
Entidades de población que forman parte de la parroquia:
- Budián
- Gándara
- Parga
- Quintáns
- Sixto (O Sisto)
- Sobreira
- Vilar Ramiro (Vilar Ramilo)
- Villaestévez (Vilaestévez)

## Demografía

### Parroquia
| Gráfica de evolución demográfica de Gándara (parroquia) entre 2000 y 2019 |
|                                                                           |
| Datos según el nomenclátor publicado por el INE.                          |

### Aldea
| Gráfica de evolución demográfica de Gándara (aldea) entre 2000 y 2019 |
|                                                                       |
| Datos según el nomenclátor publicado por el INE.                      |